# Parafia Wniebowzięcia Najświętszej Maryi Panny w Mokrsku Dolnym
Parafia Wniebowzięcia Najświętszej Maryi Panny w Mokrsku Dolnym – parafia rzymskokatolicka, znajdująca się w diecezji kieleckiej, w dekanacie jędrzejowskim.